# Gulnaz Dadașova
Gulnaz Dadashova (în azeră Gülnaz Mahir qızı Dadaşova; n.  ?, Bakı, Azerbaidjan) este o cercetătoare azeră, profesoară, doctor în științe medicale. În prezent, ea este directorul Institutului de Cardiologie de Cercetare Științifică, numit după J. Abdullayev.

## Tinerețe și educație
Dadașova Gulnaz Mahir s-a născut în familia unui profesor din Baku. Ea a studiat la școala gimnazială nr. 191, unde a primit o medalie la absolvire. S-a înscris la facultatea de tratament-profilaxie a Universității de Medicină din Azerbaidjan în 1992 cu o diplomă de licență și a absolvit în 1998. Și-a terminat stagiul de cardiolog la Spitalul Feroviar din Baku în 1999–2000. În 2002–2005, ea a primit o diplomă postuniversitară la departamentul de farmacologie clinică a Universității de Medicină din Azerbaidjan. A primit titlul științific de philosophiæ doctor în Științe Medicale în 2008, după ce și-a susținut cu succes cercetările privind „Optimizarea tratamentului hipertensiunii arteriale la femeile aflate în post-menopauză”. În 2016 a primit titlul de conferențiar. În 2018, și-a susținut lucrarea științifică „Caracteristicile de gen ale insuficienței cardiace cronice, posibilități de îmbunătățire ale diagnosticului și tratamentului medicamentos, determinarea prognosticului și previziunilor de supraviețuire” și a primit gradul științific de doctor în științe medicale. S-a specializat ca medic-cardiolog la Universitatea din Zurich, Elveția, la master în 2019, iar după absolvirea în 2022, a absolvit Cursul Postuniversitar de Insuficiență Cardiacă (PCHF) la aceeași universitate.
Gulnaz Dadașova știe limba rusă și engleză. Este căsătorită și are 2 copii.

## Carieră
Gulnaz Dadașova și-a început cariera în 2006 ca asistent principal de laborator la Institutul de Cercetare Științifică de Cardiologie, numit după J. Abdullayev, iar din 2014 și-a continuat activitatea ca cercetător principal în departamentul de insuficiență cardiacă. La 21 septembrie 2018 a fost numită director al acelui institut și ocupă în prezent această funcție.
În același timp, din 2007, ea ține prelegeri pe teme de Medicină internă la Departamentul de Farmacologie Clinică a Universității de Medicină din Azerbaidjan, din 2019 la Departamentul III de Medicină Internă a Universității de Medicină din Azerbaidjan la departamentul de engleză și la filiala din Baku a Primei Universității Medicale de Stat din Moscova, Secenov.

### Carieră științifică
Gulnaz Dadașova este autoarea a aproximativ 100 de lucrări științifice. Ea a servit ca speaker la o serie de conferințe științifice locale și internaționale.
Ea a efectuat activități științifice privind diferențele de gen în sistemul renin-angiotensin-aldosteron la pacienții cu hipertensiune arterială și relația acestora cu factorii umorali, caracteristicile de gen ale factorilor de risc pentru dezvoltare, diferențele de vârstă și gen în severitatea și geneza insuficienței cardiace cronice și a condus un studiu științific privind efectul moxonidinei și combinația moxonidinei cu ivabradină asupra parametrilor rezistenței la insulină la pacienții cu sindrom metabolic. Ea a efectuat cercetări științifice privind caracteristicile de gen ale stării clinice și psiho-emoționale a pacienților cu insuficiență cardiacă cronică.
Ca urmare a activității sale științifice, diferențele de gen și vârstă în tratamentul insuficienței cardiace cronice în stadiul spitalicesc observațional și diferențele de gen în dinamica clinico-funcțională; starea psiho-emoțională a inimii, parametrii morfologici și funcționali la pacienții cu insuficiență cardiacă cronică după infarct miocardic, pe fondul diferitelor opțiuni de tratament medicamentos și a diferențelor de gen în starea clinico-funcțională și psiho-emoțională a inimii, au fost studiați parametrii morfo-funcționali la pacienții cu insuficiență cardiacă cronică după infarct miocardic.
În timpul activității sale științifice, ea a studiat caracteristicile evoluției hipertensiunii arteriale la femeile în postmenopauză și efectele hemodinamice și metabolice ale terapiei complexe cu moxonidină și terapiei de substituție hormonală la femeile aflate în postmenopauză cu hipertensiune arterială.
Gulnaz Dadașova este autorul și co-autorul unui număr de manuale, materiale metodice și o serie de monografii, inclusiv „Современные Аспекты Хронической Сердечной Недостато2”, publicat în Moscova.
În 2016–2017, ea a fost coordonatorul șef al Registrului OTRIMIZE HF Azerbaidjan pentru insuficiență cardiacă cronică, organizat de Societatea Europeană de Cardiologie și șeful grupului de lucru „Farmacologie cardiovasculară” din cadrul Societății de Cardiologie din Azerbaidjan (ACS).

### Evenimente internaționale la care a fost speaker
- Al XXI-lea Congres Internațional de Hipertensiune (2008, Berlin)
- Congresul european anual privind insuficiența cardiacă (2009, Nisa)
- Al IX-lea Congres European de Hipertensiune (2009, Milano)
- Al XX-lea Congres Internațional de Hipertensiune (2010, Oslo)
- Al III-lea Congres mondial privind insuficiența cardiacă (2012, Istanbul)
- Congres științific (2014, Tașkent)
- Congresul internațional și european al hipertensiunii arteriale (2014, Atena)
- Al VI-lea Forum rusesc „Probleme de cardiologie urgentă 2014: de la știință la practică” (2014, Moscova )
- Al XXV-lea Congres European de Hipertensiune (2015, Milano)
- Congresul european anual privind insuficiența cardiacă și al II-lea Congres mondial privind insuficiența cardiacă acută (2009, Sevilla)
- Al VI-lea Forum Internațional al Cardiologilor și Terapeuților (2015, Moscova)
- A V-lea Conferință științifico-educativă a cardiologilor și terapeuților din Caucaz (2015, Nalcik)
- Al VI-lea Congres al Societății de Cardiologie din Azerbaidjan (2015, Baku)
- Al V-lea Congres al Societății de Cardiologie din Azerbaidjan (2016, Baku)
- Al V-lea Congres Internațional de Insuficiență Cardiacă (2017, Paris)